# First Family 4 Life
Albums de M.O.P.
Firing Squad
(1996) Warriorz
(2000)
First Family 4 Life est le troisième album studio de M.O.P., sorti le 11 août 1998.
L'album s'est classé 14e au Top R&B/Hip-Hop Albums et 80e au Billboard 200.

## Liste des titres
| No  | Titre                                         | Contient un (des) sample(s) de | Durée |
| --- | --------------------------------------------- | --- | ----- |
| 1.  | Billy Intro                                   | | 0:58  |
| 2.  | Breakin' the Rules (featuring DJ Premier)     | Sweet Gingerbread Man de Michel Legrand | 4:12  |
| 3.  | 4 Alarm Blaze (featuring Teflon et Jay-Z)     | Eye of the Tiger de Survivor | 4:29  |
| 4.  | Blood Sweat and Tears                         | | 4:42  |
| 5.  | Down 4 Whateva (featuring O.C.)               | If Six Was Nine de The Jimi Hendrix Experience Where I'm From de Jay-Z Paid in Full d'Eric B. & Rakim Small Time Hustler des Dismasters                             | 3:33  |
| 6.  | Facing Off                                    | You Light Up My Life de Jean Carne | 3:38  |
| 7.  | My Kinda Nigga Part II (featuring Heather B.) | (Don't Worry) if There's a Hell Below, We're All Going to Go de Curtis Mayfield                                                                                     | 4:07  |
| 8.  | I Luv (featuring Freddie Foxxx)               | | 4:50  |
| 9.  | Salute Part II (featuring Guru)               | Keep the Faith de Mel & Tim Stick to Ya Gunz de M.O.P. featuring Kool G Rap It's My Turn d'Uptown Salute de M.O.P. B.Y.S. de Gang Starr Handle Ur Bizness de M.O.P. | 4:17  |
| 10. | Ride With Us                                  | | 4:43  |
| 11. | Handle Ur Bizness (DJ Premier Remix)          | Must Be Dues de Melba Moore World Famous de M.O.P. | 4:14  |
| 12. | Fly Nigga Hill Figga                          | Summertime de Billy Stewart | 4:07  |
| 13. | What the Future Holds                         | Together Once Again de Jean Carne | 3:57  |
| 14. | Downtown Swinga '98                           | I Had a Dream d'Hubert Laws | 4:13  |
| 15. | Fame Skit                                     | Never Had A Dream des Ohio Players | 1:52  |
| 16. | Brooklyn/Jersey Get Wild (featuring Treach)   | | 4:07  |
| 17. | New York Salute                               | Wildlife du New Tony Williams Lifetime | 2:56  |